# 和美街長宿舍
和美街長宿舍為彰化縣和美鎮的歷史建築，其建築建於1930年，最初作為和美庄警察官吏派出所使用。其在2008年被登錄為彰化縣歷史建築。
始建於日治時期大正年間和美莊第三屆莊長山口一郎任內，大約在1934年到1936年之間。當時為「莊長宿舍」，到1942年和美人口增至3萬人，和美莊改為「和美街」。戰後，宿舍被改稱「街長宿舍」，曾成為彰化縣警察局和美分局派出所，是和美鎮目前唯一保存完好的警察官吏宿舍。
2008年登錄為歷史建築後，遭遇產權和法令問題延宕近十年無法進行整修工程。因土地所有權為民間私有，縣警局僅擁有地上物產權，向中央爭取整修經費都因為土地問題被打回票。2016年7月陳文彬局長上任後，說服持有1/5產權的地主，協調進行和美街長宿舍整修工程開防火通道時，幫住在旁邊的地主開一條路，方便其出入，終於取得地主同意，並爭取到中央補助、整修經費共4000萬元，和美街長宿舍修復工程終能在2018年8月9日順利開工，將為和美增加一處結合親子、藝文活動的新亮點。2020年7月修復工程竣工。

## 沿革

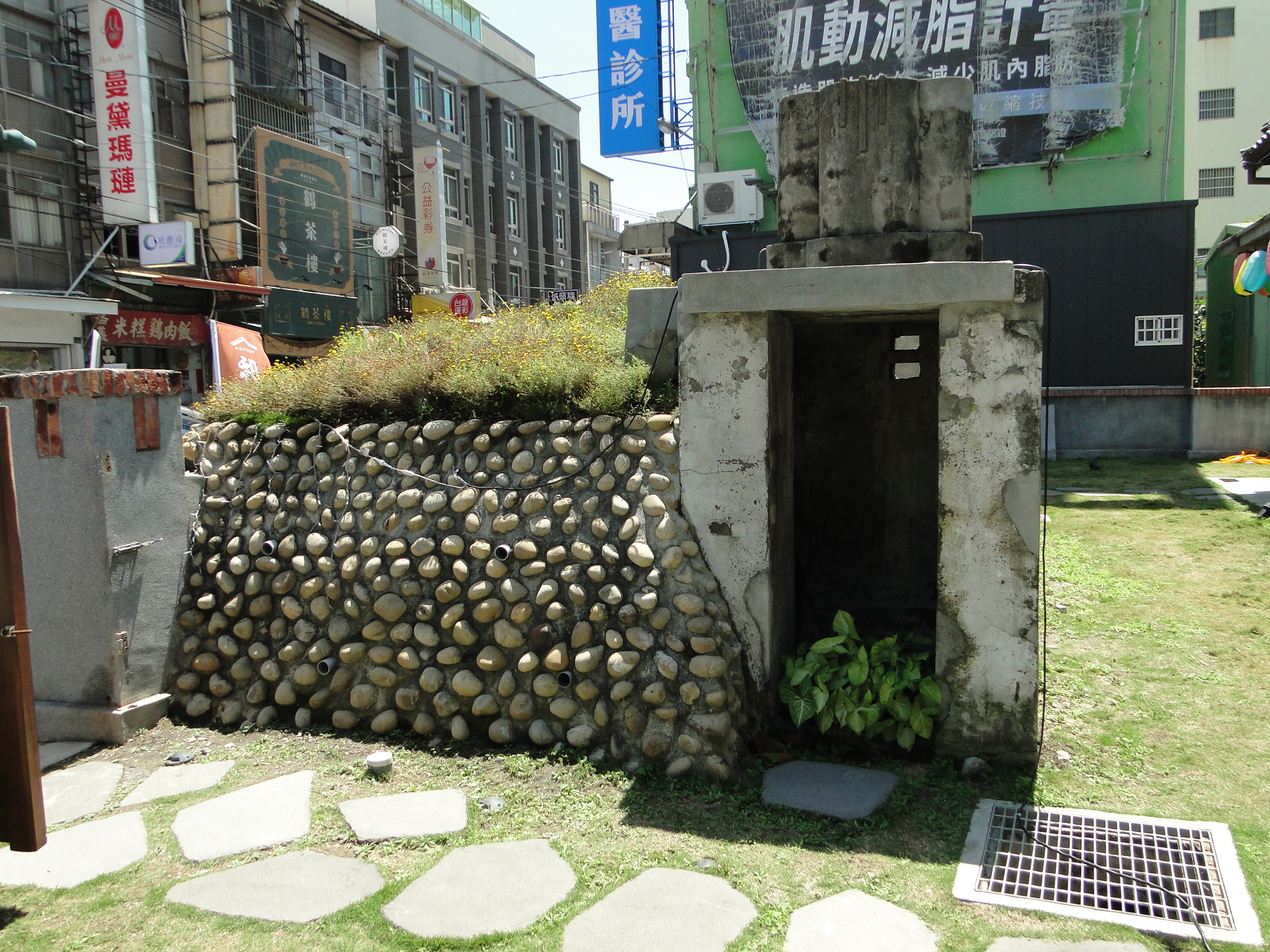
宿舍前的防空洞

和美地區原稱和美線，在台灣日治時期1900年在當地設立了和美線派出所，而其在1908年遷至了現今的中山路與彰美路口，在1930改建為現今的樣貌。建築呈兩翼對稱，中央為事務室，北翼為作為警部補室和巡查室，南翼為巡查捕室和庄長室，而建築後方有保甲聯合事務所，在其主體建築前有一個在二戰時建造的防空洞。此建築在戰後作為和美派出所至1958年遷出，之後則是作為警察宿舍。戰後的第二任和美鎮長蔣超曾以此為宿舍，於是後來此建築被訛傳為和美街長宿舍。
和美街長宿舍在2008年被列為彰化縣歷史建築，登錄理由為「和美街長宿舍為保存良好的日治時期街莊級之行政官署宿舍，建築結構完整，造型典雅樸實，乃當時盛行之民屋典型，具折衷主義建築風格，有歷史文化價值及時代意義，此類建築在台灣已逐漸消失中，該建築仍保留原貌，殊為難得。值得登錄歷史建築以永久保存」。在登錄為歷史建築時，仍有一戶退休眷戶居住於此，在其遷出後便閒置荒廢。彰化縣政府於2018年啟動修復工程，並邀請和美實驗學校師生在建築外圍的鐵皮圍籬彩繪，其修復工程在2018年8月9日開工。